# Golden Globe-díj a legjobb női főszereplőnek (drámasorozat)
A Legjobb női főszereplő (drámasorozat) kategóriában a Hollywood Foreign Press Association szervezet ad át televíziós Golden Globe-díjat, az 1962-ben megtartott 19. Golden Globe-gála óta. Első alkalommal Pauline Frederick nyerte el, a díjat akkor még "Legjobb TV-sztár – Nő" néven adták át. 1969-től külön kategóriákra bontották a dráma és a vígjáték műfajokat, 1980-ig "Legjobb TV-színésznő – Dráma" néven osztották ki. 1980-tól a jelenlegi elnevezést használják.
A legutóbbi, 2024-es díjátadón Sarah Snook vehette át a díjat, Utódlás című sorozatáért. A legtöbb díjjal és jelöléssel Angela Lansbury büszkélkedhet, a Gyilkos sorok főszereplőjeként tíz jelölésből négy díjat nyert meg. A Korona című sorozat szintén rekordot döntött, a benne szereplő színésznők közül hárman is átvehették a díjat: Claire Foy, Olivia Colman és Emma Corrin.

## Győztesek és jelöltek
Győztes színésznő

### 1960-as évek
| Év                            | Színésznő               | Színésznő                                   | Szerep                 | Cím                    | Adó                    |
| Legjobb tévésztár – nő        | Legjobb tévésztár – nő  | Legjobb tévésztár – nő                      | Legjobb tévésztár – nő | Legjobb tévésztár – nő | Legjobb tévésztár – nő |
| 1961 19. gála                 |                         |                                             |                        |                        |                        |
| ----------------------------- | ----------------------- | ------------------------------------------- | ---------------------- | ---------------------- | ---------------------- |
| 1961 19. gála                 | Pauline Frederick       |                                             |                        |                        |                        |
| 1962 20. gála                 |                         |                                             |                        |                        |                        |
|                               | Donna Reed              | Donna Stone                                 | The Donna Reed Show    | ABC                    |                        |
| 1963 21. gála                 |                         |                                             |                        |                        |                        |
|                               | Inger Stevens           | Katrin "Katy" Holstrum                      | The Farmer's Daughter  | ABC                    |                        |
| Shirley Booth                 | Hazel Burke             | Hazel                                       | NBC                    |                        |                        |
| Dorothy Loudon                | több szereplő           | The Garry Moore Show                        | CBS                    |                        |                        |
| Carolyn Jones                 | Betsy / Meredith / Jane | Burke's Law                                 | ABC                    |                        |                        |
| Gloria Swanson                | Venus Walsh             | Burke's Law                                 | ABC                    |                        |                        |
| 1964 22. gála                 |                         |                                             |                        |                        |                        |
|                               | Mary Tyler Moore        | Laura Petrie                                | The Dick Van Dyke Show | CBS                    |                        |
| Dorothy Malone                | Constance Carson        | Peyton Place                                | ABC                    |                        |                        |
| Yvette Mimieux                | Pat Holmes              | Dr. Kildare                                 | NBC                    |                        |                        |
| Elizabeth Montgomery          | Samantha Stephens       | Bewitched                                   | ABC                    |                        |                        |
| Julie Newmar                  | Rhoda Miller            | My Living Doll                              | CBS                    |                        |                        |
| 1965 23. gála                 |                         |                                             |                        |                        |                        |
|                               | Anne Francis            | Honey West                                  | Honey West             | ABC                    |                        |
| Patty Duke                    | Patty Lane / Cathy Lane | The Patty Duke Show                         | ABC                    |                        |                        |
| Mia Farrow                    | Allison MacKenzie       | Peyton Place                                | ABC                    |                        |                        |
| Dorothy Malone                | Constance Carson        | Peyton Place                                | ABC                    |                        |                        |
| Barbara Stanwyck              | Victoria Barkley        | The Big Valley                              | ABC                    |                        |                        |
| 1966 24. gála                 |                         |                                             |                        |                        |                        |
|                               | Marlo Thomas            | Ann Marie                                   | That Girl              | ABC                    |                        |
| Phyllis Diller                | Phyllis Pruitt          | The Pruitts of Southampton                  | ABC                    |                        |                        |
| Barbara Eden                  | Jeannie                 | Jeannie, a háziszellem (I Dream of Jeannie) | NBC                    |                        |                        |
| Elizabeth Montgomery          | Samantha Stephens       | Bewitched                                   | ABC                    |                        |                        |
| Barbara Stanwyck              | Victoria Barkley        | The Big Valley                              | ABC                    |                        |                        |
| 1967 25. gála                 |                         |                                             |                        |                        |                        |
|                               | Carol Burnett           | több szereplő                               | The Carol Burnett Show | CBS                    |                        |
| Barbara Bain                  | Cinnamon Carter         | Mission: Impossible                         | CBS                    |                        |                        |
| Lucille Ball                  | Lucy Carmichael         | The Lucy Show                               | CBS                    |                        |                        |
| Nancy Sinatra                 | több szereplő           | Movin' with Nancy                           | NBC                    |                        |                        |
| Barbara Stanwyck              | The Big Valley          | Victoria Barkley                            | ABC                    |                        |                        |
| 1968 26. gála                 |                         |                                             |                        |                        |                        |
|                               | Diahann Carroll         | Julia Baker                                 | Julia                  | NBC                    |                        |
| Doris Day                     | Doris Martin            | The Doris Day Show                          | CBS                    |                        |                        |
| Hope Lange                    | Carolyn Muir            | The Ghost & Mrs. Muir                       | NBC                    |                        |                        |
| Elizabeth Montgomery          | Samantha Stephens       | Bewitched                                   | ABC                    |                        |                        |
| Nancy Sinatra                 | több szereplő           | The Nancy Sinatra Show                      | NBC                    |                        |                        |
| Legjobb tévészínésznő – dráma |                         |                                             |                        |                        |                        |
| 1969 27. gála                 |                         |                                             |                        |                        |                        |
|                               | Linda Cristal           | Victoria Montoya                            | The High Chaparral     | NBC                    |                        |
| Amanda Blake                  | Miss Kitty Russell      | Gunsmoke                                    | CBS                    |                        |                        |
| Peggy Lipton                  | Julie Barnes            | The Mod Squad                               | ABC                    |                        |                        |
| Denise Nicholas               | Miss Liz McIntyre       | Room 222                                    | ABC                    |                        |                        |
| Eleanor Parker                | Sylvia Caldwell         | Bracken's World                             | NBC                    |                        |                        |

### 1970-es évek
| Év                 | Színésznő                 | Színésznő                           | Szerep                                           | Cím           | Adó |
| 1970 28. gála      |                           |                                     |                                                  |               |     |
| ------------------ | ------------------------- | ----------------------------------- | ------------------------------------------------ | ------------- | --- |
| 1970 28. gála      |                           | Peggy Lipton                        | Julie Barnes                                     | The Mod Squad | ABC |
| 1970 28. gála      | Amanda Blake              | Miss Kitty Russell                  | Gunsmoke                                         | CBS           |     |
| 1970 28. gála      | Linda Cristal             | Victoria Montoya                    | The High Chaparral                               | NBC           |     |
| 1970 28. gála      | Yvette Mimieux            | Vannessa Smith                      | The Most Deadly Game                             | ABC           |     |
| 1970 28. gála      | Denise Nicholas           | Miss Liz McIntyre                   | Room 222                                         | ABC           |     |
| 1971 29. gála      |                           |                                     |                                                  |               |     |
|                    | Patricia Neal             | Olivia Walton                       | The Homecoming: A Christmas Story                | CBS           |     |
| Lynda Day George   | Lisa Casey                | Mission: Impossible                 | CBS                                              |               |     |
| Peggy Lipton       | Julie Barnes              | The Mod Squad                       | ABC                                              |               |     |
| Denise Nicholas    | Miss Liz McIntyre         | Room 222                            | ABC                                              |               |     |
| Susan Saint James  | Sally McMillan            | McMillan & Wife                     | NBC                                              |               |     |
| 1972 30. gála      |                           |                                     |                                                  |               |     |
|                    | Gail Fisher               | Peggy Fair                          | Mannix                                           | CBS           |     |
| Ellen Corby        | Esther "Grandma" Walton   | The Waltons                         | CBS                                              |               |     |
| Michael Learned    | Olivia Walton             | The Waltons                         | CBS                                              |               |     |
| Peggy Lipton       | Julie Barnes              | The Mod Squad                       | ABC                                              |               |     |
| Susan Saint James  | Sally McMillan            | McMillan & Wife                     | NBC                                              |               |     |
| 1973 31. gála      |                           |                                     |                                                  |               |     |
|                    | Lee Remick                | Cassie Walters                      | The Blue Knight                                  | NBC           |     |
| Michael Learned    | Olivia Walton             | The Waltons                         | CBS                                              |               |     |
| Julie London       | Dixie McCall nővér        | Emergency!                          | NBC                                              |               |     |
| Emily McLaughlin   | Jessie Brewer nővér       | General Hospital                    | ABC                                              |               |     |
| Susan Saint James  | Sally McMillan            | McMillan & Wife                     | NBC                                              |               |     |
| 1974 32. gála      |                           |                                     |                                                  |               |     |
|                    | Angie Dickinson           | Suzanne "Pepper" Anderson           | Police Woman                                     | NBC           |     |
| Teresa Graves      | Christy Love              | Get Christy Love!                   | ABC                                              |               |     |
| Michael Learned    | Olivia Walton             | The Waltons                         | CBS                                              |               |     |
| Jean Marsh         | Rose Buck                 | Upstairs, Downstairs                | PBS                                              |               |     |
| Emily McLaughlin   | Jessie Brewer nővér       | General Hospital                    | ABC                                              |               |     |
| Lee Meriwether     | Betty Jones               | Barnaby Jones                       | CBS                                              |               |     |
| 1975 33. gála      |                           |                                     |                                                  |               |     |
|                    | Lee Remick                | Jennie Randolph Churchill           | Jennie                                           | PBS           |     |
| Angie Dickinson    | Suzanne "Pepper" Anderson | Police Woman                        | NBC                                              |               |     |
| Rosemary Harris    | George Sand               | Notorious Woman                     | PBS                                              |               |     |
| Michael Learned    | Olivia Walton             | The Waltons                         | CBS                                              |               |     |
| Lee Meriwether     | Betty Jones               | Barnaby Jones                       | CBS                                              |               |     |
| 1976 34. gála      |                           |                                     |                                                  |               |     |
|                    | Susan Blakely             | Julie Prescott                      | Gazdag ember, szegény ember (Rich Man, Poor Man) | ABC           |     |
| Angie Dickinson    | Suzanne "Pepper" Anderson | Police Woman                        | NBC                                              |               |     |
| Farrah Fawcett     | Jill Munroe               | Charlie angyalai (Charlie's Angels) | ABC                                              |               |     |
| Kate Jackson       | Sabrina Duncan            | Charlie angyalai (Charlie's Angels) | ABC                                              |               |     |
| Jean Marsh         | Rose Buck                 | Upstairs, Downstairs                | PBS                                              |               |     |
| Sada Thompson      | Kate Lawrence             | Family                              | ABC                                              |               |     |
| Lindsay Wagner     | Jaime Sommers             | The Bionic Woman                    | ABC                                              |               |     |
| 1977 35. gála      |                           |                                     |                                                  |               |     |
|                    | Lesley Ann Warren         | Marja Fludjicki / Marianne          | 79 Park Avenue                                   | NBC           |     |
| Angie Dickinson    | Suzanne "Pepper" Anderson | Police Woman                        | NBC                                              |               |     |
| Kate Jackson       | Sabrina Duncan            | Charlie angyalai (Charlie's Angels) | ABC                                              |               |     |
| Leslie Uggams      | Kizzy                     | Gyökerek (Roots)                    | ABC                                              |               |     |
| Lindsay Wagner     | Jaime Sommers             | The Bionic Woman                    | ABC                                              |               |     |
| 1978 36. gála      |                           |                                     |                                                  |               |     |
|                    | Rosemary Harris           | Berta Palitz Weiss                  | Holokauszt                                       | NBC           |     |
| Kate Jackson       | Sabrina Duncan            | Charlie angyalai (Charlie's Angels) | ABC                                              |               |     |
| Kristy McNichol    | Leticia "Buddy" Lawrence  | Family                              | ABC                                              |               |     |
| Sada Thompson      | Kate Lawrence             | Family                              | ABC                                              |               |     |
| Lee Remick         | Erica Trenton             | Wheels                              | NBC                                              |               |     |
| 1979 37. gála      |                           |                                     |                                                  |               |     |
|                    | Natalie Wood              | Karen Holmes                        | Most és mindörökké (From Here to Eternity)       | NBC           |     |
| Barbara Bel Geddes | Ellie Ewing               | Dallas                              | CBS                                              |               |     |
| Kate Mulgrew       | Kate Columbo              | Mrs. Columbo                        | NBC                                              |               |     |
| Stefanie Powers    | Jennifer Hart             | Hart to Hart                        | ABC                                              |               |     |
| Sada Thompson      | Kate Lawrence             | Family                              | ABC                                              |               |     |

### 1980-as évek
Megjegyzés: A díj az 1980-as évek elején kapta jelenlegi – Legjobb női főszereplő (drámasorozat) – elnevezését.

| Év                 | Színésznő             | Színésznő                 | Szerep                  | Magyar cím                  | Eredeti cím | Adó |
| 1980 38. gála      |                       |                           |                         |                             |             |     |
| ------------------ | --------------------- | ------------------------- | ----------------------- | --------------------------- | ----------- | --- |
| 1980 38. gála      |                       | Yoko Shimada              | Lady Toda Buntaro       |                             | Shōgun      | NBC |
| 1980 38. gála      | Barbara Bel Geddes    | Ellie Ewing               | Dallas                  | Dallas                      | CBS         |     |
| 1980 38. gála      | Linda Gray            | Samantha Ewing            | Dallas                  | Dallas                      | CBS         |     |
| 1980 38. gála      | Melissa Gilbert       | Laura Ingalls             | A farm, ahol élünk      | Little House on the Prairie | NBC         |     |
| 1980 38. gála      | Stefanie Powers       | Jennifer Hart             |                         | Hart to Hart                | ABC         |     |
| 1981 39. gála      |                       |                           |                         |                             |             |     |
|                    | Linda Evans           | Krystle Carrington        | Dinasztia               | Dynasty                     | ABC         |     |
| Barbara Bel Geddes | Ellie Ewing           | Dallas                    | Dallas                  | CBS                         |             |     |
| Joan Collins       | Alexis Carrington     | Dinasztia                 | Dynasty                 | ABC                         |             |     |
|                    | Morgan Fairchild      | Constance Weldon Carlyle  |                         | Flamingo Road               | NBC         |     |
| Linda Gray         | Samantha Ewing        | Dallas                    | Dallas                  | CBS                         |             |     |
| Stefanie Powers    | Jennifer Hart         |                           | Hart to Hart            | ABC                         |             |     |
| 1982 40. gála      |                       |                           |                         |                             |             |     |
|                    | Joan Collins          | Alexis Carrington         | Dinasztia               | Dynasty                     | ABC         |     |
| Linda Evans        | Krystle Carrington    | Dinasztia                 | Dynasty                 | ABC                         |             |     |
| Stefanie Powers    | Jennifer Hart         |                           | Hart to Hart            | ABC                         |             |     |
| Victoria Principal | Pamela Barnes Ewing   | Dallas                    | Dallas                  | CBS                         |             |     |
| Jane Wyman         | Angela Channing       | Falcon Crest              | Falcon Crest            | CBS                         |             |     |
| 1983 41. gála      |                       |                           |                         |                             |             |     |
|                    | Jane Wyman            | Angela Channing           | Falcon Crest            | Falcon Crest                | CBS         |     |
| Joan Collins       | Alexis Carrington     | Dinasztia                 | Dynasty                 | ABC                         |             |     |
| Linda Evans        | Krystle Carrington    | Dinasztia                 | Dynasty                 | ABC                         |             |     |
| Tyne Daly          | Mary Beth Lacey       | Cagney és Lacey           | Cagney & Lacey          | CBS                         |             |     |
| Stefanie Powers    | Jennifer Hart         |                           | Hart to Hart            | ABC                         |             |     |
| 1984 42. gála      |                       |                           |                         |                             |             |     |
|                    | Angela Lansbury       | Jessica Fletcher          | Gyilkos sorok           | Murder, She Wrote           | CBS         |     |
| Joan Collins       | Alexis Carrington     | Dinasztia                 | Dynasty                 | ABC                         |             |     |
| Linda Evans        | Krystle Carrington    | Dinasztia                 | Dynasty                 | ABC                         |             |     |
| Tyne Daly          | Mary Beth Lacey       | Cagney és Lacey           | Cagney & Lacey          | CBS                         |             |     |
| Sharon Gless       |                       | Cagney és Lacey           | Cagney & Lacey          | CBS                         |             |     |
| Kate Jackson       | Amanda King           |                           | Scarecrow and Mrs. King | CBS                         |             |     |
| 1985 43. gála      |                       |                           |                         |                             |             |     |
|                    | Sharon Gless          | Christine Cagney          | Cagney és Lacey         | Cagney & Lacey              | CBS         |     |
| Joan Collins       | Alexis Carrington     | Dinasztia                 | Dynasty                 | ABC                         |             |     |
| Linda Evans        | Krystle Carrington    | Dinasztia                 | Dynasty                 | ABC                         |             |     |
| Tyne Daly          | Mary Beth Lacey       | Cagney és Lacey           | Cagney & Lacey          | CBS                         |             |     |
| Angela Lansbury    | Jessica Fletcher      | Gyilkos sorok             |                         | CBS                         |             |     |
| 1986 44. gála      |                       |                           |                         |                             |             |     |
|                    | Angela Lansbury       | Jessica Fletcher          | Gyilkos sorok           | Murder, She Wrote           | CBS         |     |
| Joan Collins       | Alexis Carrington     | Dinasztia                 | Dynasty                 | ABC                         |             |     |
| Tyne Daly          | Mary Beth Lacey       | Cagney és Lacey           | Cagney & Lacey          | CBS                         |             |     |
| Sharon Gless       | Christine Cagney      | Cagney és Lacey           | Cagney & Lacey          | CBS                         |             |     |
| Connie Sellecca    | Christine Francis     |                           | Hotel                   | ABC                         |             |     |
| 1987 45. gála      |                       |                           |                         |                             |             |     |
|                    | Susan Dey             | Grace Van Owen            |                         | L.A. Law                    | NBC         |     |
| Jill Eikenberry    | Ann Kelsey            |                           | L.A. Law                | NBC                         |             |     |
| Sharon Gless       | Christine Cagney      | Cagney és Lacey           | Cagney & Lacey          | CBS                         |             |     |
| Linda Hamilton     | Catherine Chandler    | A szépség és a szörnyeteg | Beauty and the Beast    | CBS                         |             |     |
| Angela Lansbury    | Jessica Fletcher      | Gyilkos sorok             | Murder, She Wrote       | CBS                         |             |     |
| 1988 46. gála      |                       |                           |                         |                             |             |     |
|                    | Jill Eikenberry       | Ann Kelsey                |                         | L.A. Law                    | NBC         |     |
| Susan Dey          | Grace Van Owen        |                           | L.A. Law                | NBC                         |             |     |
| Sharon Gless       | Christine Cagney      | Cagney és Lacey           | Cagney & Lacey          | CBS                         |             |     |
| Linda Hamilton     | Catherine Chandler    | A szépség és a szörnyeteg | Beauty and the Beast    | CBS                         |             |     |
| Angela Lansbury    | Jessica Fletcher      | Gyilkos sorok             | Murder, She Wrote       | CBS                         |             |     |
| 1989 47. gála      |                       |                           |                         |                             |             |     |
|                    | Angela Lansbury       | Jessica Fletcher          | Gyilkos sorok           | Murder, She Wrote           | CBS         |     |
| Dana Delany        | Colleen McMurphy      |                           | China Beach             | ABC                         |             |     |
| Susan Dey          | Grace Van Owen        |                           | L.A. Law                | NBC                         |             |     |
| Jill Eikenberry    | Ann Kelsey            |                           | L.A. Law                | NBC                         |             |     |
| Mel Harris         | Hope Murdoch Steadman |                           | thirtysomething         | ABC                         |             |     |

### 1990-es évek
| Év                 | Színésznő                  | Színésznő            | Szerep                      | Magyar cím                | Eredeti cím                 | Adó |
| 1990 48. gála      |                            |                      |                             |                           |                             |     |
| ------------------ | -------------------------- | -------------------- | --------------------------- | ------------------------- | --------------------------- | --- |
| 1990 48. gála      |                            | Sharon Gless         | Fiona Rose "Rosie" O'Neill  |                           | The Trials of Rosie O'Neill | CBS |
| 1990 48. gála      | Patricia Wettig            | Nancy Weston         |                             | thirtysomething           | ABC                         |     |
| 1990 48. gála      | Dana Delany                | Colleen Murphy       |                             | China Beach               | ABC                         |     |
| 1990 48. gála      |                            | Susan Dey            | Grace Van Owen              |                           | L.A. Law                    | NBC |
| 1990 48. gála      | Jill Eikenberry            | Ann Kelsey           |                             |                           | L.A. Law                    | NBC |
| 1990 48. gála      | Angela Lansbury            | Jessica Fletcher     | Gyilkos sorok               | Murder, She Wrote         | CBS                         |     |
| 1991 49. gála      |                            |                      |                             |                           |                             |     |
|                    |                            |                      |                             |                           |                             |     |
| Angela Lansbury    | Jessica Fletcher           | Gyilkos sorok        | Murder, She Wrote           | CBS                       |                             |     |
| Susan Dey          | Grace Van Owen             |                      | L.A. Law                    | NBC                       |                             |     |
| Sharon Gless       | Fiona Rose "Rosie" O'Neill |                      | The Trials of Rosie O'Neill | CBS                       |                             |     |
| Marlee Matlin      | Tess Kaufman               |                      | Reasonable Doubts           | NBC                       |                             |     |
| Janine Turner      | Maggie O'Connell           | Miért éppen Alaszka? | Northern Exposure           | CBS                       |                             |     |
| 1992 50. gála      |                            |                      |                             |                           |                             |     |
|                    | Regina Taylor              | Lily Harper          |                             | I'll Fly Away             | NBC                         |     |
| Mariel Hemingway   | Sydney Guilford            |                      | Civil Wars                  | ABC                       |                             |     |
| Angela Lansbury    | Jessica Fletcher           | Gyilkos sorok        | Murder, She Wrote           | CBS                       |                             |     |
| Marlee Matlin      | Tess Kaufman               |                      | Reasonable Doubts           | NBC                       |                             |     |
| Janine Turner      | Maggie O'Connell           | Miért éppen Alaszka? | Northern Exposure           | CBS                       |                             |     |
| 1993 51. gála      |                            |                      |                             |                           |                             |     |
|                    | Kathy Baker                | Jill Brock           | Kisvárosi rejtélyek         | Picket Fences             | CBS                         |     |
| Heather Locklear   | Amanda Woodward            | Melrose Place        | Melrose Place               | Fox                       |                             |     |
| Jane Seymour       | Dr. Michaela Quinn         | Quinn doktornő       | Dr. Quinn, Medicine Woman   | CBS                       |                             |     |
| Janine Turner      | Maggie O'Connell           | Miért éppen Alaszka? | Northern Exposure           | CBS                       |                             |     |
| Sela Ward          | Theodora "Teddy" Reed      |                      | Sisters                     | NBC                       |                             |     |
| 1994 52. gála      |                            |                      |                             |                           |                             |     |
|                    | Claire Danes               | Angela Chase         |                             | My So-Called Life         | ABC                         |     |
| Kathy Baker        | Jill Brock                 | Kisvárosi rejtélyek  | Picket Fences               | CBS                       |                             |     |
| Angela Lansbury    | Jessica Fletcher           | Gyilkos sorok        | Murder, She Wrote           | CBS                       |                             |     |
| Heather Locklear   | Amanda Woodward            | Melrose Place        | Melrose Place               | Fox                       |                             |     |
| Jane Seymour       | Dr. Michaela Quinn         | Quinn doktornő       | Dr. Quinn, Medicine Woman   | CBS                       |                             |     |
| 1995 53. gála      |                            |                      |                             |                           |                             |     |
|                    | Jane Seymour               | Dr. Michaela Quinn   | Quinn doktornő              | Dr. Quinn, Medicine Woman | CBS                         |     |
| Gillian Anderson   | Dana Scully                | X-akták              | The X-Files                 | Fox                       |                             |     |
| Kathy Baker        | Jill Brock                 | Kisvárosi rejtélyek  | Picket Fences               | CBS                       |                             |     |
| Heather Locklear   | Amanda Woodward            | Melrose Place        | Melrose Place               | Fox                       |                             |     |
| Sherry Stringfield | Dr. Susan Lewis            | Vészhelyzet          | ER                          | NBC                       |                             |     |
| 1996 54. gála      |                            |                      |                             |                           |                             |     |
|                    | Gillian Anderson           | Dana Scully          | X-akták                     | The X-Files               | Fox                         |     |
| Christine Lahti    | Dr. Kate Austen            | Chicago Hope Kórház  | Chicago Hope                | CBS                       |                             |     |
| Heather Locklear   | Amanda Woodward            | Melrose Place        | Melrose Place               | Fox                       |                             |     |
| Jane Seymour       | Dr. Michaela Quinn         | Quinn doktornő       | Dr. Quinn, Medicine Woman   | CBS                       |                             |     |
| Sherry Stringfield | Dr. Susan Lewis            | Vészhelyzet          | ER                          | NBC                       |                             |     |
| 1997 55. gála      |                            |                      |                             |                           |                             |     |
|                    | Christine Lahti            | Dr. Kate Austen      | Chicago Hope Kórház         | Chicago Hope              | CBS                         |     |
| Gillian Anderson   | Dana Scully                | X-akták              | The X-Files                 | Fox                       |                             |     |
| Kim Delaney        | Diane Russell              | New York rendőrei    | NYPD Blue                   | ABC                       |                             |     |
| Roma Downey        | Monica                     | Angyali érintés      | Touched by an Angel         | CBS                       |                             |     |
| Julianna Margulies | Carol Hathaway             | Vészhelyzet          | ER                          | NBC                       |                             |     |
| 1998 56. gála      |                            |                      |                             |                           |                             |     |
|                    | Keri Russell               | Felicity Porter      |                             | Felicity                  | The WB                      |     |
| Gillian Anderson   | Dana Scully                | X-akták              | The X-Files                 | Fox                       |                             |     |
| Kim Delaney        | Diane Russell              | New York rendőrei    | NYPD Blue                   | ABC                       |                             |     |
| Roma Downey        | Monica                     | Angyali érintés      | Touched by an Angel         | CBS                       |                             |     |
| Julianna Margulies | Carol Hathaway             | Vészhelyzet          | ER                          | NBC                       |                             |     |
| 1999 57. gála      |                            |                      |                             |                           |                             |     |
|                    | Edie Falco                 | Carmela Soprano      | Maffiózók                   | The Sopranos              | HBO                         |     |
| Lorraine Bracco    | Dr. Jennifer Melfi         | Maffiózók            | The Sopranos                | HBO                       |                             |     |
| Amy Brenneman      | Amy Gray                   | Amynek ítélve        | Judging Amy                 | CBS                       |                             |     |
| Julianna Margulies | Carol Hathaway             | Vészhelyzet          | ER                          | NBC                       |                             |     |
| Sela Ward          | Lily Manning               | Még egyszer és újra  | Once and Again              | ABC                       |                             |     |

### 2000-es évek
| Év                | Színésznő             | Színésznő                                | Szerep                                   | Magyar cím                          | Eredeti cím    | Adó |
| 2000 58. gála     |                       |                                          |                                          |                                     |                |     |
| ----------------- | --------------------- | ---------------------------------------- | ---------------------------------------- | ----------------------------------- | -------------- | --- |
| 2000 58. gála     |                       | Sela Ward                                | Lily Manning                             | Még egyszer és újra                 | Once and Again | ABC |
| 2000 58. gála     | Jessica Alba          | Max Guevara                              | Sötét angyal                             | Dark Angel                          | Fox            |     |
| 2000 58. gála     | Lorraine Bracco       | Dr. Jennifer Melfi                       | Maffiózók                                | The Sopranos                        | HBO            |     |
| 2000 58. gála     | Edie Falco            | Carmela Soprano                          | Maffiózók                                | The Sopranos                        | HBO            |     |
| 2000 58. gála     | Amy Brenneman         | Amy Gray                                 | Amynek ítélve                            | Judging Amy                         | CBS            |     |
| 2000 58. gála     | Sarah Michelle Gellar | Buffy Summers                            | Buffy, a vámpírok réme                   | Buffy the Vampire Slayer            | The WB         |     |
| 2001 59. gála     |                       |                                          |                                          |                                     |                |     |
|                   | Jennifer Garner       | Sydney Bristow                           | Alias                                    | Alias                               | ABC            |     |
| Lorraine Bracco   | Dr. Jennifer Melfi    | Maffiózók                                | The Sopranos                             | HBO                                 |                |     |
| Edie Falco        | Carmela Soprano       | Maffiózók                                | The Sopranos                             | HBO                                 |                |     |
| Amy Brenneman     | Amy Gray              | Amynek ítélve                            | Judging Amy                              | CBS                                 |                |     |
| Lauren Graham     | Lorelai Gilmore       | Szívek szállodája                        | Gilmore Girls                            | The WB                              |                |     |
| Marg Helgenberger | Catherine Willows     | CSI: A helyszínelők                      | CSI: Crime Scene Investigation           | CBS                                 |                |     |
| Sela Ward         | Lily Manning          | Még egyszer és újra                      | Once and Again                           | ABC                                 |                |     |
| 2002 60. gála     |                       |                                          |                                          |                                     |                |     |
|                   | Edie Falco            | Carmela Soprano                          | Maffiózók                                | The Sopranos                        | HBO            |     |
| Jennifer Garner   | Sydney Bristow        | Alias                                    | Alias                                    | ABC                                 |                |     |
| Rachel Griffiths  | Brenda Chenowith      | Sírhant művek                            | Six Feet Under                           | HBO                                 |                |     |
| Marg Helgenberger | Catherine Willows     | CSI: A helyszínelők                      | CSI: Crime Scene Investigation           | CBS                                 |                |     |
| Allison Janney    | C.J. Cregg            | Az elnök emberei                         | The West Wing                            | NBC                                 |                |     |
| 2003 61. gála     |                       |                                          |                                          |                                     |                |     |
|                   | Frances Conroy        | Ruth Fisher                              | Sírhant művek                            | Six Feet Under                      | HBO            |     |
| Jennifer Garner   | Sydney Bristow        | Alias                                    | Alias                                    | ABC                                 |                |     |
| Allison Janney    | C.J. Cregg            | Az elnök emberei                         | The West Wing                            | NBC                                 |                |     |
| Joely Richardson  | Julia McNamara        | Kés/Alatt                                | Nip/Tuck                                 | FX                                  |                |     |
| Amber Tamblyn     | Joan Girardi          | Isteni sugallat                          | Joan of Arcadia                          | CBS                                 |                |     |
| 2004 62. gála     |                       |                                          |                                          |                                     |                |     |
|                   | Mariska Hargitay      | Olivia Benson nyomozó                    | Esküdt ellenségek: Különleges ügyosztály | Law and Order: Special Victims Unit | NBC            |     |
| Edie Falco        | Carmela Soprano       | Maffiózók                                | The Sopranos                             | HBO                                 |                |     |
| Jennifer Garner   | Sydney Bristow        | Alias                                    | Alias                                    | ABC                                 |                |     |
| Christine Lahti   | Grace McAllister      | Jack és Bobby                            | Jack & Bobby                             | The WB                              |                |     |
| Joely Richardson  | Julia McNamara        | Kés/Alatt                                | Nip/Tuck                                 | FX                                  |                |     |
| 2005 63. gála     |                       |                                          |                                          |                                     |                |     |
|                   | Geena Davis           | Mackenzie Allen elnök                    | Az Elnöknő                               | Commander in Chief                  | ABC            |     |
| Patricia Arquette | Allison DuBois        | A médium                                 | Medium                                   | CBS                                 |                |     |
| Glenn Close       | Monica Rawling        | The Shield – Kemény zsaruk               | The Shield                               | FX                                  |                |     |
| Kyra Sedgwick     | Brenda Leigh Johnson  | A főnök                                  | The Closer                               | TNT                                 |                |     |
| Polly Walker      | Atia                  | Róma                                     | Rome                                     | HBO                                 |                |     |
| 2006 64. gála     |                       |                                          |                                          |                                     |                |     |
|                   | Kyra Sedgwick         | Brenda Leigh Johnson                     | A főnök                                  | The Closer                          | TNT            |     |
| Patricia Arquette | Allison DuBois        | A médium                                 | Medium                                   | CBS                                 |                |     |
| Edie Falco        | Carmela Soprano       | Maffiózók                                | The Sopranos                             | HBO                                 |                |     |
| Evangeline Lilly  | Kate Austen           | Lost – Eltűntek                          | Lost                                     | ABC                                 |                |     |
| Ellen Pompeo      | Meredith Grey         | A Grace klinika                          | Grey's Anatomy                           | ABC                                 |                |     |
| 2007 65. gála     |                       |                                          |                                          |                                     |                |     |
|                   | Glenn Close           | Patty Hewes                              | A hatalom hálójában                      | Damages                             | FX             |     |
| Patricia Arquette | Allison DuBois        | A médium                                 | Medium                                   | CBS                                 |                |     |
| Minnie Driver     | Dahlia Malloy         |                                          | The Riches                               | FX                                  |                |     |
| Edie Falco        | Carmela Soprano       | Maffiózók                                | The Sopranos                             | HBO                                 |                |     |
| Sally Field       | Nora Walker           | Testvérek                                | Brothers & Sisters                       | ABC                                 |                |     |
| Holly Hunter      | Grace Hanadarko       |                                          | Saving Grace                             | TNT                                 |                |     |
| Kyra Sedgwick     | Brenda Leigh Johnson  | A főnök                                  | The Closer                               | TNT                                 |                |     |
| 2008 66. gála     |                       |                                          |                                          |                                     |                |     |
|                   | Anna Paquin           | Sookie Stackhouse                        | True Blood – Inni és élni hagyni         | True Blood                          | HBO            |     |
| Sally Field       | Nora Walker           | Testvérek                                | Brothers & Sisters                       | ABC                                 |                |     |
| Mariska Hargitay  | Olivia Benson nyomozó | Esküdt ellenségek: Különleges ügyosztály | Law and Order: Special Victims Unit      | NBC                                 |                |     |
| January Jones     | Betty Draper          | Mad Men – Reklámőrültek                  | Mad Men                                  | AMC                                 |                |     |
| Kyra Sedgwick     | Brenda Leigh Johnson  | A főnök                                  | The Closer                               | TNT                                 |                |     |
| 2009 67. gála     |                       |                                          |                                          |                                     |                |     |
|                   | Julianna Margulies    | Alicia Florrick                          | A férjem védelmében                      | The Good Wife                       | CBS            |     |
| Glenn Close       | Patty Hewes           | A hatalom hálójában                      | Damages                                  | FX                                  |                |     |
| January Jones     | Betty Draper          | Mad Men – Reklámőrültek                  | Mad Men                                  | AMC                                 |                |     |
| Anna Paquin       | Sookie Stackhouse     | True Blood – Inni és élni hagyni         | True Blood                               | HBO                                 |                |     |
| Kyra Sedgwick     | Brenda Leigh Johnson  | A főnök                                  | The Closer                               | TNT                                 |                |     |

### 2010-es évek
| Év                 | Színésznő                     | Színésznő                            | Szerep                      | Magyar cím          | Eredeti cím     | Adó |
| 2010 68. gála      |                               |                                      |                             |                     |                 |     |
| ------------------ | ----------------------------- | ------------------------------------ | --------------------------- | ------------------- | --------------- | --- |
| 2010 68. gála      |                               | Katey Sagal                          | Gemma Teller Morrow         | Kemény motorosok    | Sons of Anarchy | FX  |
| 2010 68. gála      | Julianna Margulies            | Alicia Florrick                      | A férjem védelmében         | The Good Wife       | CBS             |     |
| 2010 68. gála      | Elisabeth Moss                | Peggy Olson                          | Mad Men – Reklámőrültek     | Mad Men             | AMC             |     |
| 2010 68. gála      | Piper Perabo                  | Annie Walker                         | Kettős ügynök               | Covert Affairs      | USA             |     |
| 2010 68. gála      | Kyra Sedgwick                 | Brenda Leigh Johnson                 | A főnök                     | The Closer          | TNT             |     |
| 2011 69. gála      |                               |                                      |                             |                     |                 |     |
|                    | Claire Danes                  | Carrie Mathison                      | Homeland – A belső ellenség | Homeland            | Showtime        |     |
| Mireille Enos      | Sarah Linden                  | Megszállottak viadala                | The Killing                 | AMC                 |                 |     |
| Julianna Margulies | Alicia Florrick               | A férjem védelmében                  | The Good Wife               | CBS                 |                 |     |
| Madeleine Stowe    | Victoria Grayson              | Bosszú                               | Revenge                     | ABC                 |                 |     |
| Callie Thorne      | Danielle "Dani" Santino       | Doktor D                             | Necessary Roughness         | USA                 |                 |     |
| 2012 70. gála      |                               |                                      |                             |                     |                 |     |
|                    | Claire Danes                  | Carrie Mathison                      | Homeland – A belső ellenség | Homeland            | Showtime        |     |
| Connie Britton     | Rayna James                   | Nashville                            | Nashville                   | ABC                 |                 |     |
| Glenn Close        | Patty Hewes                   | A hatalom árnyékában                 | Damages                     | FX                  |                 |     |
| Michelle Dockery   | Mary Crawley                  | Downton Abbey                        | Downton Abbey               | PBS                 |                 |     |
| Julianna Margulies | Alicia Florrick               | A férjem védelmében                  | The Good Wife               | CBS                 |                 |     |
| 2013 71. gála      |                               |                                      |                             |                     |                 |     |
|                    | Robin Wright                  | Claire Underwood                     | Kártyavár                   | House of Cards      | Netflix         |     |
| Julianna Margulies | Alicia Florrick               | A férjem védelmében                  | The Good Wife               | CBS                 |                 |     |
| Tatiana Maslany    | több szereplő                 | Sötét árvák                          | Orphan Black                | BBC America         |                 |     |
| Taylor Schilling   | Piper Chapman                 | Narancs az új fekete                 | Orange Is the New Black     | Netflix             |                 |     |
| Kerry Washington   | Olivia Pope                   | Botrány                              | Scandal                     | ABC                 |                 |     |
| 2014 72. gála      |                               |                                      |                             |                     |                 |     |
|                    | Ruth Wilson                   | Alison Lockhart                      | A viszony                   | The Affair          | Showtime        |     |
| Claire Danes       | Carrie Mathison               | Homeland – A belső ellenség          | Homeland                    | Showtime            |                 |     |
| Viola Davis        | Annalise Keating              | Hogyan ússzunk meg egy gyilkosságot? | How to Get Away with Murder | ABC                 |                 |     |
| Julianna Margulies | Alicia Florrick               | A férjem védelmében                  | The Good Wife               | CBS                 |                 |     |
| Robin Wright       | Claire Underwood              | Kártyavár                            | House of Cards              | Netflix             |                 |     |
| 2015 73. gála      |                               |                                      |                             |                     |                 |     |
|                    | Taraji P. Henson              | Cookie Lyon                          | Empire                      | Empire              | Fox             |     |
| Caitríona Balfe    | Claire Fraser                 | Outlander – Az idegen                | Outlander                   | Starz               |                 |     |
| Viola Davis        | Annalise Keating              | Hogyan ússzunk meg egy gyilkosságot? | How to Get Away with Murder | ABC                 |                 |     |
| Eva Green          | Vanessa Ives                  | Londoni rémtörténetek                | Penny Dreadful              | Showtime            |                 |     |
| Robin Wright       | Claire Underwood              | Kártyavár                            | House of Cards              | Netflix             |                 |     |
| 2016 74. gála      |                               |                                      |                             |                     |                 |     |
|                    | Claire Foy                    | II. Erzsébet királynő                | A Korona                    | The Crown           | Netflix         |     |
| Caitríona Balfe    | Claire Fraser                 | Outlander – Az idegen                | Outlander                   | Starz               |                 |     |
| Keri Russell       | Elizabeth Jennings            | Foglalkozásuk: amerikai              | The Americans               | FX                  |                 |     |
| Winona Ryder       | Joyce Byers                   | Stranger Things                      | Stranger Things             | Netflix             |                 |     |
| Evan Rachel Wood   | Dolores Abernathy             | Westworld                            | Westworld                   | HBO                 |                 |     |
| 2017 75. gála      |                               |                                      |                             |                     |                 |     |
|                    | Elisabeth Moss                | June Osborne / Offred                | A szolgálólány meséje       | The Handmaid's Tale | Hulu            |     |
| Caitríona Balfe    | Claire Fraser                 | Outlander – Az idegen                | Outlander                   | Starz               |                 |     |
| Claire Foy         | II. Erzsébet királynő         | A Korona                             | The Crown                   | Netflix             |                 |     |
| Maggie Gyllenhaal  | Eileen "Candy" Merrell        | Fülledt utcák                        | The Deuce                   | HBO                 |                 |     |
| Katherine Langford | Hannah Baker                  | 13 okom volt                         | 13 Reasons Why              | Netflix             |                 |     |
| 2018 76. gála      |                               |                                      |                             |                     |                 |     |
|                    | Sandra Oh                     | Eve Polastri                         | Megszállottak viadala       | Killing Eve         | BBC America     |     |
| Caitríona Balfe    | Claire Fraser                 | Outlander – Az idegen                | Outlander                   | Starz               |                 |     |
| Elisabeth Moss     | June Osborne / Offred         | A szolgálólány meséje                | The Handmaid's Tale         | Hulu                |                 |     |
| Julia Roberts      | Heidi Bergman                 | Homecoming                           | Homecoming                  | Amazon Prime Video  |                 |     |
| Keri Russell       | Elizabeth Jennings            | Foglalkozásuk: amerikai              | The Americans               | FX                  |                 |     |
| 2019 77. gála      |                               |                                      |                             |                     |                 |     |
|                    | Olivia Colman                 | II. Erzsébet királynő                | A Korona                    | The Crown           | Netflix         |     |
| Jennifer Aniston   | Alex Levy                     | The Morning Show                     | The Morning Show            | Apple TV+           |                 |     |
| Reese Witherspoon  | Bradley Jackson               | The Morning Show                     | The Morning Show            | Apple TV+           |                 |     |
| Jodie Comer        | Oksana Astankova / Villanelle | Megszállottak viadala                | The Killing                 | BBC America         |                 |     |
| Nicole Kidman      | Celeste Wright                | Hatalmas kis hazugságok              | Big Little Lies             | HBO                 |                 |     |

### 2020-as évek
| Év                 | Színésznő                   | Színésznő                     | Szerep                | Magyar cím  | Eredeti cím | Adó     |
| 2020 78. gála      |                             |                               |                       |             |             |         |
| ------------------ | --------------------------- | ----------------------------- | --------------------- | ----------- | ----------- | ------- |
| 2020 78. gála      |                             | Emma Corrin                   | Diána hercegné        | A Korona    | The Crown   | Netflix |
| 2020 78. gála      | Olivia Colman               | II. Erzsébet királynő         | A Korona              | The Crown   | Netflix     |         |
| 2020 78. gála      | Jodie Comer                 | Oksana Astankova / Villanelle | Megszállottak viadala | Killing Eve | BBC America |         |
| 2020 78. gála      | Laura Linney                | Wendy Byrde                   | Ozark                 | Ozark       | Netflix     |         |
| 2020 78. gála      | Sarah Paulson               | Mildred Ratched nővér         | Ratched               | Ratched     | Netflix     |         |
| 2021 79. gála      |                             |                               |                       |             |             |         |
|                    | Michaela Jaé Rodriguez      | Blanca Evangelista            | A póz                 | Pose        | FX          |         |
| Uzo Aduba          | Dr. Brooke Taylor           | In Treatment – A terapeuta    | In Treatment          | HBO         |             |         |
| Jennifer Aniston   | Alex Levy                   | The Morning Show              | The Morning Show      | Apple TV+   |             |         |
| Christine Baranski | Diane Lockhart              | Diane védelmében              | The Good Fight        | Paramount+  |             |         |
| Elisabeth Moss     | June Osborne / Offred       | A szolgálólány meséje         | The Handmaid's Tale   | Hulu        |             |         |
| 2022 80. gála      |                             |                               |                       |             |             |         |
|                    | Zendaya                     | Rue Bennett                   | Eufória               | Euphoria    | HBO         |         |
| Laura Linney       | Wendy Byrde                 | Ozark                         | Ozark                 | Netflix     |             |         |
| Imelda Staunton    | II. Erzsébet királynő       | A Korona                      | The Crown             | Netflix     |             |         |
| Hilary Swank       | Eileen Fitzgerald           |                               | Alaska Daily          | ABC         |             |         |
| Emma D’Arcy        | Rhaenyra Targaryen          | Sárkányok háza                | House of the Dragon   | HBO         |             |         |
| 2023 81. gála      |                             |                               |                       |             |             |         |
|                    | Sarah Snook                 | Siobhan "Shiv" Roy            | Utódlás               | Succession  | HBO         |         |
| Helen Mirren       | Cara Dutton                 | 1923                          | 1923                  | Paramount+  |             |         |
| Bella Ramsey       | Ellie Williams              | The Last of Us                | The Last of Us        | HBO         |             |         |
| Imelda Staunton    | II. Erzsébet királynő       | A Korona                      | The Crown             | HBO         |             |         |
| Keri Russell       | Katherine "Kate" Wyler      | A diplomata                   | The Diplomat          | Netflix     |             |         |
| Emma Stone         | Whitney Siegel              |                               | The Curse             | Showtime    |             |         |
| 2024 82. gála      |                             |                               |                       |             |             |         |
|                    | Anna Sawai                  | Toda Mariko                   | A sógun               | Shōgun      | FX          |         |
| Kathy Bates        | Matlock / Madeline Kingston |                               | Matlock               | CBS         |             |         |
| Emma D’Arcy        | Rhaenyra Targaryen          | Sárkányok háza                | House of the Dragon   | HBO         |             |         |
| Maya Erskine       | Jane Smith / Alana          |                               | Mr. & Mrs. Smith      | Prime Video |             |         |
| Keira Knightley    | Helen Webb                  | Fekete galamb                 | Black Doves           | Netflix     |             |         |
| Keri Russell       | Katherine "Kate" Wyler      | A diplomata                   | The Diplomat          | Netflix     |             |         |

## Fordítás
- Ez a szócikk részben vagy egészben  a   Golden Globe Award for Best Actress – Television Series Drama című angol Wikipédia-szócikk fordításán alapul.  Az eredeti cikk szerkesztőit annak laptörténete sorolja fel. Ez a jelzés csupán a megfogalmazás eredetét és a szerzői jogokat jelzi, nem szolgál a cikkben szereplő információk forrásmegjelöléseként.